# Islands Nationalgalleri
Islands Nationalgalleri ligger i Reykjavík og indeholder en samling af islandsk og udenlandsk kunst. Galleriet udstiller værker af berømte islandske kunstnere, og kunst der bidrager til at forklare den traditionelle islandske kultur.

## Grundlæggelse
Nationalgalleriet blev grundlagt i 1884 i København af Björn Bjarnarson. Samlingen bestod fra starten overvejende af værker skænket af danske kunstnere.

## Uafhængig institution
Museet forblev en uafhængig institution fra sin indvielse i 1884 til 1916, da Altinget – Islands Parlament – besluttede at omdanne det til en afdeling under Islands Nationalmuseum (Þjóðminjasafn Íslands). I 1928 vedtog Altinget en lov om oprettelse af Islands Kulturråd, der placerede Nationalgalleriet under tilsyn af denne institution.
Galleriets samling var udstillet i Alþingishúsið fra 1885 til 1950, da den blev overført til Þjóðminjasafn Íslands i Sudurgata. Her blev samlingen formelt åbnet for offentligheden i 1951, og i 1961 vedtog Altinget en lov, der gjorde museet fuldt uafhængigt.
I 1987 blev samlingen flyttet igen til den nuværende placering på Fríkirkjuvegur 7. Hovedbygningen var oprindelig opført som et køleværk i 1916, tegnet af den anerkendte islandske arkitekt Guðjón Samúelsson. Den senere tilbygning til bygningen er skabt af arkitekten Garðar Halldórsson.

## Udstillinger
Nationalgalleret holder skiftende udstillinger, der afspejler dets samlinger, eller viser værker af individuelle kunstnere - islandske såvel som udenlandske.
Et udvalg fra the Nationalgalleriets samlinger er med på udstillingen Millenium i Kulturhuset.
Nationalgalleriets bygninger ved Fríkirkjuvegur 7 huser adskillige udstillingssale på tre etager, samt en kunstbutik og en café.
Nationalgalleriets kontorer ligger på Laufásvegur 12 i tilknytning til udstillingssalene. I samme bygning ligger et restaureringslaboratorium og et specialbibliotek, der indeholder arkiver, dokumentation og fotografier.
Nationalgalleriet har et forskningsbibliotek, der fokuserer på bevarelse og udbredelse af materiale, der relaterer til institutions fforskningsområde, islandsk kunst.